# Guarda Costeira do Japão

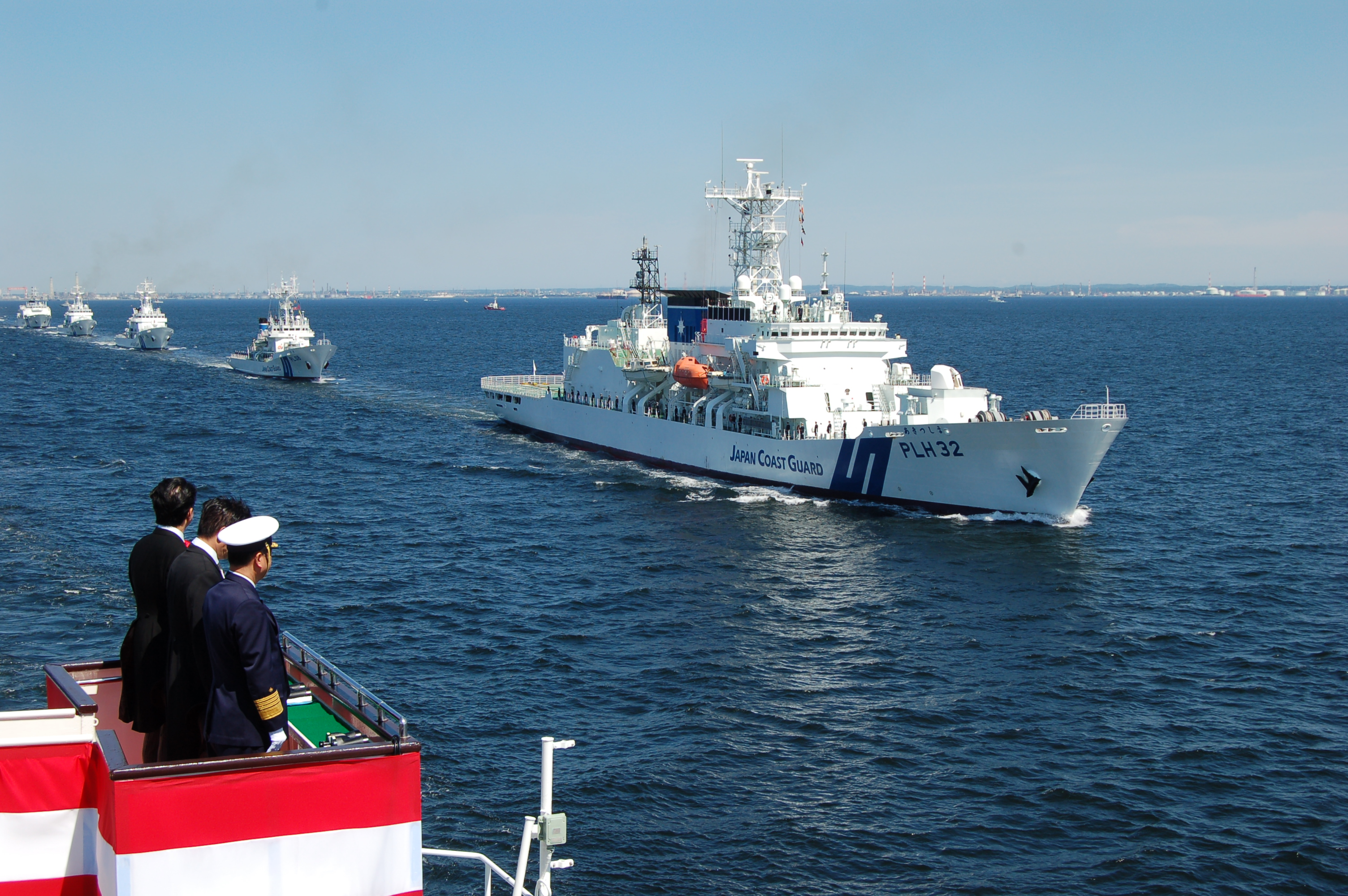
O primeiro-ministro Abe e o almirante Sato revisam a frota do Guarda Costeira japonesa em homenagem ao seu 70º aniversário em 2018

A Guarda Costeira do Japão( em japonês: 海上保安庁, Hepburn: Kaijou Hoan-chou) é a guarda costeira responsável pela proteção do litoral do Japão supervisão do Ministério de Terras, Insfraestrutura, Transporte e Turismo. composto por volta de 13700 pessoas. A Guarda Costeira do Japão foi fundada em 1948 com a Agência de segurança marítima e recebeu um nome em inglês em 2000.
O lema da Guarda Costeira do Japão é "Benevolência Justa"  (正義仁愛, Seigi Jin'ai).

## História
A Operações da Guarda Costeira eram performadas pela Marinha Imperial Japonesa durante o Império do Japão, mas a segurança marítima decaiu significativamente seguindo a rendição do Japão em agosto de 1945 e resultou na dissolução da Marinha Imperial Japonesa.O comérico marinho e o contrabando aumentou exponencialmente e piratas começaram a aparecer. Consultas foram realizadas entre o governo japonÊs, que queriam restaurar a sua capacidade de segurança pública o mais rápido possível, e países Aliados que queriam manter o Japão desarmado. No entanto, em 1946, um "Quartel General do Controle de Imigração IIegal" era estabelecido no Ministério do Transporte depois que a cólera foi transmitida para Kyushu por contrabandistas da Península Coreana. Isso resultou em graves infecções.
Enquanto isso, o GHQ/SCAP também reconheceu os problemas do sistema de segurança da marinha japonesa e em março de 1946 o Capitão Frank M. Meals da Guarda Costeira dos Estados Unidos (USCG) foi encarregado de considerar a situação. Capitão Meals sugeriu o estabelecimento de uma organização abrangente de guarda costeira baseada na USCG. Em resposta a isso, a Agência de segurança Marítima (MSA) foi estabelecida como uma agência externa do Ministério dos Transportes em 1948. Seu nome em inglês foi mudado para Guarda Costeira do Japão em 2000. Em 1952 a Agência de Segurança Costeira foi criada com navios fornecidos pelos Estados Unidos e desmembrada em 1954 como Força de Autodefesa Marítima do Japão.